# Schietsport op de Olympische Zomerspelen 1960
De schietsport is een van de sporten die beoefend werden tijdens de Olympische Zomerspelen 1960 in Rome.

## Heren

### vrij geweer 300 m drie houdingen
| rang   | sporter           | land | score |
| ------ | ----------------- | ---- | ----- |
| Goud   | Hubert Hammerer   | AUT  | 1129  |
| Zilver | Hansrüdi Spillman | SUI  | 1127  |
| Brons  | Vassili Borissov  | URS  | 1127  |
| 4      | Vilho Ylönen      | FIN  | 1126  |
| 5      | Moissej Itkis     | URS  | 1124  |
| 6      | Vladimír Stibořík | TCH  | 1123  |
| 7      | John Foster       | USA  | 1121  |
| 8      | Sándor Krebs      | HUN  | 1118  |

### kleinkalibergeweer 50 m drie houdingen
| rang   | sporter            | land | score |
| ------ | ------------------ | ---- | ----- |
| Goud   | Viktor Sjamboerkin | URS  | 1149  |
| Zilver | Marat Nijazov      | URS  | 1145  |
| Brons  | Klaus Zähringer    | EUA  | 1139  |
| 4      | Dušan Houdek       | TCH  | 1139  |
| 5      | Jerzy Nowicki      | POL  | 1137  |
| 6      | Esa Kervinen       | FIN  | 1137  |
| 7      | Daniel Puckel      | USA  | 1137  |
| 8      | János Holup        | HUN  | 1134  |

### kleinkalibergeweer 50 m liggend
| rang   | sporter                     | land | score |
| ------ | --------------------------- | ---- | ----- |
| Goud   | Peter Kohnke                | EUA  | 590   |
| Zilver | James Hill                  | USA  | 589   |
| Brons  | Enrico Forcella Pelliccioni | VEN  | 587   |
| 4      | Vassili Borissov            | URS  | 586   |
| 5      | Arthur Skinner              | GBR  | 586   |
| 6      | Yukio Inokuma               | JPN  | 586   |
| 7      | Daniel Puckel               | USA  | 586   |
| 8      | Marcel Koen                 | BUL  | 586   |

### vrij pistool 50 m
| rang   | sporter             | land | score |
| ------ | ------------------- | ---- | ----- |
| Goud   | Aleksej Goesjtsjin  | URS  | 560   |
| Zilver | Makhmoed Oemarov    | URS  | 552   |
| Brons  | Yoshihisa Yoshikawa | JPN  | 552   |
| 4      | Torsten Ullman      | SWE  | 550   |
| 5      | Stanisław Romik     | POL  | 548   |
| 6      | Alfred Späni        | SUI  | 546   |
| 7      | Vladimír Kudrna     | TCH  | 545   |
| 8      | Horst Kadner        | EUA  | 544   |

### snelvuurpistool 25 m
| rang   | sporter            | land | score |
| ------ | ------------------ | ---- | ----- |
| Goud   | William McMillan   | USA  | 587   |
| Zilver | Pentti Linnosvuo   | FIN  | 587   |
| Brons  | Aleksandr Zabelin  | URS  | 587   |
| 4      | Hansrüdi Schneider | SUI  | 586   |
| 5      | Ştefan Petrescu    | ROU  | 585   |
| 6      | Gavril Maghiar     | ROU  | 583   |
| 7      | Czesław Zając      | POL  | 582   |
| 8      | Jiří Hrneček       | TCH  | 582   |

### trap
| rang   | sporter          | land | score |
| ------ | ---------------- | ---- | ----- |
| Goud   | Ion Dumitrescu   | ROU  | 192   |
| Zilver | Galliano Rossini | ITA  | 191   |
| Brons  | Sergej Kalinin   | URS  | 190   |
| 4      | James Clark      | USA  | 188   |
| 5      | Hans Aasnæs      | NOR  | 186   |
| 5      | Joseph Wheater   | GBR  | 186   |
| 7      | Adam Smelczyński | POL  | 184   |
| 8      | Karni Singh      | IND  | 183   |
| 8      | Claude Foussier  | FRA  | 183   |

## Medaillespiegel
| rang   | land               | goud | zilver | brons | totaal |
| ------ | ------------------ | ---- | ------ | ----- | ------ |
| 1      | Sovjet-Unie        | 2    | 2      | 3     | 7      |
| 2      | Verenigde Staten   | 1    | 1      | 0     | 2      |
| 3      | Duits eenheidsteam | 1    | 0      | 1     | 2      |
| 4      | Oostenrijk         | 1    | 0      | 0     | 1      |
| 4      | Roemenië           | 1    | 0      | 0     | 1      |
| 6      | Finland            | 0    | 1      | 0     | 1      |
| 6      | Italië             | 0    | 1      | 0     | 1      |
| 6      | Zwitserland        | 0    | 1      | 0     | 1      |
| 9      | Japan              | 0    | 0      | 1     | 1      |
| 9      | Venezuela          | 0    | 0      | 1     | 1      |
| totaal | totaal             | 6    | 6      | 6     | 18     |